# Резніченко Анатолій Сергійович
Анатолій Сергійович Резніченко (5 травня 1943, місто Харків, тепер Харківської області — 10 грудня 1985, місто Харків) — український радянський партійний діяч, голова Харківського міськвиконкому. Депутат Верховної Ради УРСР 11-го скликання у 1985 році.

## Біографія
Народився в родині робітника.
У 1960—1962 роках — слюсар-складальник Харківського заводу «Електроверстат».
У 1967 році закінчив Харківський політехнічний інститут імені Леніна.
Член КПРС з 1967 року.
У 1967—1970 роках — інженер-конструктор, секретар комітету ЛКСМУ Харківського заводу «Електроверстат».
У 1970—1973 роках — 1-й секретар Ленінського районного комітету ЛКСМУ міста Харкова; завідувач відділу комсомольських організацій Харківського обласного комітету ЛКСМУ.
У 1973—1977 роках — 1-й секретар Харківського міського комітету ЛКСМУ.
У 1977—1978 роках — заступник начальника цеху, заступник головного інженера Харківського виробничого об'єднання «Протон».
У 1978—1983 роках — заступник завідувача, завідувач організаційного відділу Харківського міського комітету КПУ.
У 1983—1985 роках — голова виконавчого комітету Дзержинської районної ради народних депутатів міста Харкова.
У 1984 році закінчив заочно Вищу партійну школу при ЦК КПУ.
У жовтні — грудні 1985 року — голова виконавчого комітету Харківської міської ради народних депутатів.
Помер після важкої хвороби.

## Нагороди
- орден «Знак Пошани»
- медалі